# Генджер, Лейла
Лейла Генджер (тур. Leyla Gencer), настоящее имя Айше Лейла Чейрекгиль (тур. Ayşe Leyla Çeyrekgil; 10 октября 1928 (по другим данным, 1924), Полонезкёй, Стамбул, Турция — 10 мая 2008, Милан, Италия) — крупнейшая турецкая оперная певица XX века (сопрано). Государственный артист Турции (1988). После оставления сцены выступала как музыкальный педагог.
Провела большую часть  оперной карьеры (с начала 1950-х по середину 1980-х годов) в Италии. В театре «Ла Скала» специализировалась на операх периода бельканто (первая половина XIX века), отдавая особое предпочтение героиням Доницетти. Её репертуар охватывает более семидесяти партий, но коммерческих записей мало (в основном циркулируют любительские). 

## Биография
Айше Лейла Чейрекгиль родилась 10 октября 1928 года в «польской деревне» Полонезкёй близ Стамбула. Мать будущей певицы, Лександра-Ангела Минаковская, имела польско-литовские корни. Она происходила из шляхетства, выросла в католической вере, но после смерти мужа перешла в ислам и приняла имя Атийе. Отец Лейлы, Хасанзаде Ибрахим Бей, позже принявший фамилию Чейрекгиль (согласно Закону о фамилиях от 1934 года), был состоятельным предпринимателем из города Сафранболу и исповедовал ислам.
Лейла Генджер потеряла отца в очень раннем возрасте. Она выросла в районе Чубуклу на анатолийской стороне Босфора и начала заниматься музыкой в Стамбульской консерватории. Прервав занятия, переехала в Анкару, чтобы брать частные уроки у итальянской певицы-сопрано Джаннины Аранджи-Ломбарди. Некоторое время Лейла Генджер пела в хоре государственного театра. В 1950 году дебютировала в Анкаре партией Сантуццы в опере «Сельская честь» Масканьи. В следующие несколько лет Лейла Генджер приобрела известность в Турции и часто выступала на официальных мероприятиях для правящих лиц страны.
В 1953 году Лейла Генджер дебютировала в неаполитанском театре Сан-Карло в партии Сантуццы. В 1957 году в «Ла Скала» она исполнила партию мадам Лидуан на мировой премьере оперы Пуленка «Диалоги кармелиток». В 1960 году Лейла Генджер впервые посетила СССР, где выступила в Большом театре и на сцене Азербайджанской государственной филармонии в Баку.
В последующие годы (вплоть до ухода со сцены в 1983 году) выступала в основном в Италии, изредка выезжая на гастроли в другие страны Европы и США. В 1962 году Лейла Генджер дебютировала в лондонском «Ковент-Гардене» с партиями Елизаветы Валуа в «Дон Карлосе» Верди и Донны Анны в «Дон Жуане» Моцарта. В 1956 году певица впервые выступила в США, спев Франческу да Римини в опере Риккардо Дзандонаи на сцене Оперы Сан-Франциско. Затем она пела и в других американских оперных театрах, но никогда не выступала в самом престижном из них — «Метрополитене» (хотя в 1956 году шли переговоры о том, что  Генджер воплотит там образ Тоски).
Лейла Генджер завершила свою карьеру на оперной сцене в 1985 году, однако до 1992 года продолжала концертную деятельность. С 1982 года она посвятила себя обучению молодых оперных певцов, вела педагогическую деятельность, до 1988 г. возглавляла Академию оперных певцов при театре «Ла Скала». Возвращалась туда по просьбе Риккардо Мути в 1997—1998 годах и позднее.
Лейла Генджер скончалась 10 мая 2008 года в Милане в возрасте 79 лет. После отпевания в церкви Сан-Бабила и последующей кремации, прах певицы, согласно её желанию, перевезли из Милана в Стамбул и развеяли 16 мая над водами Босфора.

## Репертуар и записи
Широкий диапазон голоса, сильный темперамент и актёрский талант позволяли Лейле Генджер с блеском исполнять партии как лирического, так и драматического плана. Она не раз воплощала на сцене Виолетту в «Травиате» (одна из её лучших ролей), Джильду («Риголетто»), Аиду, Леди Макбет в операх Верди, Норму в опере Беллини, Памину в «Волшебной флейте» Моцарта.
На протяжении всей своей карьеры Лейла Генджер славилась интерпретацией оперных произведений Гаэтано Доницетти — таких, как «Велизарий», «Полиевкт», «Анна Болейн», «Лукреция Борджиа», «Мария Стюарт» и «Катарина Корнаро»; наиболее же высокую оценку получила её партия в «Роберто Деверё». В дополнение к партиям бельканто в репертуар певицы входили произведения таких композиторов, как Глюк, Моцарт, Монтеверди, Чилеа, Керубини, Спонтини, Пуччини, Массне, Чайковский, Прокофьев, Бойто, Бриттен, Пуленк, Майр, Менотти, Вебер, Вейнбергер и Рокка. Присутствовали в её репертуаре и редко исполняемые произведения: «Моль» Смарельи, «Елизавета» Россини и «Альцеста» Глюка. 
Среди немногочисленных профессиональных записей турецкой дивы — партии Юлии в «Весталке» Спонтини (дирижер Превитали, Memories) и Амелии в «Бале-маскараде» (дирижер Фабритиис, Movimento musica).